# Coppa dei Caraibi 1995
La Coppa dei Caraibi 1995 (Shell Caribbean Cup 1995) fu la tredicesima edizione della Coppa dei Caraibi (la settima con la nuova denominazione), competizione calcistica per nazione organizzata dalla CFU. La competizione si svolse congiuntamente in Giamaica e alle Isole Cayman dal 21 luglio al 30 luglio 1995 e vide la partecipazione di otto squadre: Antigua e Barbuda, Isole Cayman, Cuba, Giamaica, Guyana francese, Saint Lucia, Saint Vincent e Grenadine e Trinidad e Tobago. Il torneo valse anche come qualificazione per la CONCACAF Gold Cup 1996.
La CFU organizzò questa competizione come CFU Championship dal 1978 al 1988; dal 1989 al 1990 sotto il nome di Caribbean Championship; dall'edizione del 1991 a quella del 1998 cambiò nome e divenne Shell Caribbean Cup; le edizioni del 1999 e del 2001 si chiamarono Caribbean Nations Cup; mentre dal 2005 al 2014 la competizione si chiamò Digicel Caribbean Cup; nell'edizione del 2017 il suo nome è stato Scotibank Caribbean Cup.

## Formula
- Qualificazioni

Giamaica e Isole Cayman (come paesi ospitanti) e Trinidad e Tobago (come campione in carica) sono qualificate automaticamente alla fase finale. Rimangono 21 squadre, divise in cinque gruppi di qualificazioni composti da quattro squadre. Due gruppi giocano partite di sola andata, le prime classificate si qualificano alla fase finale; gli altri tre gruppi giocano playoff di andata e ritorno, le vincenti si qualificano alla fase finale.
- Fase finale

Fase a gruppi - 8 squadre, divise in due gruppi da quattro squadre. Giocano partite di sola andata, le prime due classificate si qualificano alle seminfinali.
Fase a eliminazione diretta - 4 squadre, giocano partite di sola andata. La vincente si laurea campione CFU. Le prime due classificate si qualificano alla fase finale della CONCACAF Gold Cup 1996.

## Squadre partecipanti
| Pr. | Squadra                   | Data di qualificazione certa | Partecipante in quanto                                            | Partecipazioni precedenti al torneo                                   | Ultima presenza        |
| --- | ------------------------- | ---------------------------- | ----------------------------------------------------------------- | --------------------------------------------------------------------- | ---------------------- |
| 1   | Giamaica                  | -                            | Rappresentativa della nazione co-organizzatrice della fase finale | 4 (1990, 1991, 1992, 1993)                                            | Giamaica 1993          |
| 2   | Isole Cayman              | -                            | Rappresentativa della nazione co-organizzatrice della fase finale | 2 (1991, 1994)                                                        | Trinidad e Tobago 1994 |
| 3   | Trinidad e Tobago         | 17 aprile 1994               | Rappresentativa della nazione detentrice del titolo               | 11 (1978, 1979, 1981, 1983, 1988, 1989, 1990, 1991, 1992, 1993, 1994) | Trinidad e Tobago 1994 |
| 4   | Saint Lucia               | 7 maggio 1995                | Vincente del gruppo 3 della fase finale di qualificazione         | 2 (1991, 1993)                                                        | Giamaica 1993          |
| 5   | Saint Vincent e Grenadine | 7 maggio 1995                | Vincente del gruppo 4 della fase finale di qualificazione         | 6 (1979, 1981, 1989, 1990, 1992, 1993)                                | Giamaica 1993          |
| 6   | Guyana francese           | 13 maggio 1995               | 1ª classificata nel gruppo 2 della fase finale di qualificazione  | 1 (1983)                                                              | Guyana francese 1983   |
| 7   | Antigua e Barbuda         | 21 maggio 1995               | Vincente del gruppo 5 della fase finale di qualificazione         | 4 (1978, 1983, 1988, 1992)                                            | Trinidad e Tobago 1992 |
| 8   | Cuba                      | 25 maggio 1995               | 1ª classificata nel gruppo 1 della fase finale di qualificazione  | 2 (1991, 1992)                                                        | Trinidad e Tobago 1992 |

Nella sezione "partecipazioni precedenti al torneo", le date in grassetto indicano che la nazione ha vinto quella edizione del torneo, mentre le date in corsivo indicano la nazione ospitante.

## Fase finale

### Fase a gruppi

#### Gruppo A
| George Town 21 luglio 1995                          | Saint Vincent e Grenadine | 3 – 1  | Guyana francese | Truman Bodden Stadium |
| \| \| \| \| \| Velox Jack \| Marcatori \| Saibou \| |                           |        |                 |                       |
|                                                     |                           |        |                 |                       |
| Velox Jack                                          | Marcatori                 | Saibou |                 |                       |

| George Town 21 luglio 1995               | Isole Cayman | 2 – 0 | Antigua e Barbuda | Truman Bodden Stadium |
| \| \| \| \| \| Ramoon \| Marcatori \| \| |              |       |                   |                       |
|                                          |              |       |                   |                       |
| Ramoon                                   | Marcatori    |       |                   |                       |

| George Town 23 luglio 1995                                          | Saint Vincent e Grenadine | 5 – 1     | Antigua e Barbuda | Truman Bodden Stadium |
| \| \| \| \| \| Jack Prince Hinds Velox \| Marcatori \| Gonsalves \| |                           |           |                   |                       |
|                                                                     |                           |           |                   |                       |
| Jack Prince Hinds Velox                                             | Marcatori                 | Gonsalves |                   |                       |

| George Town 23 luglio 1995                | Isole Cayman | 1 – 0 | Guyana francese | Truman Bodden Stadium |
| \| \| \| \| \| Samuels \| Marcatori \| \| |              |       |                 |                       |
|                                           |              |       |                 |                       |
| Samuels                                   | Marcatori    |       |                 |                       |

| George Town 25 luglio 1995                                  | Antigua e Barbuda | 2 – 1   | Guyana francese | Truman Bodden Stadium |
| \| \| \| \| \| Gonsalves Edwards \| Marcatori \| Golitin \| |                   |         |                 |                       |
|                                                             |                   |         |                 |                       |
| Gonsalves Edwards                                           | Marcatori         | Golitin |                 |                       |

| George Town 25 luglio 1995                              | Isole Cayman | 2 – 2  | Saint Vincent e Grenadine | Truman Bodden Stadium |
| \| \| \| \| \| Welcome Rivers \| Marcatori \| Keizer \| |              |        |                           |                       |
|                                                         |              |        |                           |                       |
| Welcome Rivers                                          | Marcatori    | Keizer |                           |                       |

| Pos | Squadra                   | P.ti | G | V | N | P | GF | GS | DR |
| --- | ------------------------- | ---- | - | - | - | - | -- | -- | -- |
| 1   | Saint Vincent e Grenadine | 7    | 3 | 2 | 1 | 0 | 10 | 4  | +6 |
| 2   | Isole Cayman              | 7    | 3 | 2 | 1 | 0 | 5  | 2  | +3 |
| 3   | Antigua e Barbuda         | 3    | 3 | 1 | 0 | 2 | 3  | 8  | -5 |
| 4   | Guyana francese           | 0    | 3 | 0 | 0 | 3 | 2  | 6  | -4 |

Saint Vincent e Grenadine e Isole Cayman qualificati alle semifinali.

#### Gruppo B
| Kingston 19 luglio 1995                            | Giamaica  | 2 – 1 | Saint Lucia | Independence Park |
| \| \| \| \| \| Lowe Wright \| Marcatori \| Elva \| |           |       |             |                   |
|                                                    |           |       |             |                   |
| Lowe Wright                                        | Marcatori | Elva  |             |                   |

| Kingston 19 luglio 1995               | Trinidad e Tobago | 2 – 0 | Cuba | Independence Park |
| \| \| \| \| \| Eve \| Marcatori \| \| |                   |       |      |                   |
|                                       |                   |       |      |                   |
| Eve                                   | Marcatori         |       |      |                   |

| Kingston 21 luglio 1995                                   | Trinidad e Tobago | 5 – 0 | Saint Lucia | Independence Park |
| \| \| \| \| \| Dwarika Lewis Hinds Eve \| Marcatori \| \| |                   |       |             |                   |
|                                                           |                   |       |             |                   |
| Dwarika Lewis Hinds Eve                                   | Marcatori         |       |             |                   |

| Kingston 21 luglio 1995                                      | Giamaica  | 1 – 2             | Cuba | Independence Park |
| \| \| \| \| \| Whitmore \| Marcatori \| Hernández Alvarez \| |           |                   |      |                   |
|                                                              |           |                   |      |                   |
| Whitmore                                                     | Marcatori | Hernández Alvarez |      |                   |

| Kingston 23 luglio 1995                    | Cuba      | 2 – 0 | Saint Lucia | Independence Park |
| \| \| \| \| \| Martinez \| Marcatori \| \| |           |       |             |                   |
|                                            |           |       |             |                   |
| Martinez                                   | Marcatori |       |             |                   |

| Kingston 23 luglio 1995                    | Giamaica  | 1 – 0 | Trinidad e Tobago | Independence Park |
| \| \| \| \| \| Whitmore \| Marcatori \| \| |           |       |                   |                   |
|                                            |           |       |                   |                   |
| Whitmore                                   | Marcatori |       |                   |                   |

| Pos | Squadra           | P.ti | G | V | N | P | GF | GS | DR |
| --- | ----------------- | ---- | - | - | - | - | -- | -- | -- |
| 1   | Trinidad e Tobago | 6    | 3 | 2 | 0 | 1 | 7  | 1  | +6 |
| 2   | Cuba              | 6    | 3 | 2 | 0 | 1 | 4  | 3  | +1 |
| 3   | Giamaica          | 6    | 3 | 2 | 0 | 1 | 4  | 3  | +1 |
| 4   | Saint Lucia       | 0    | 3 | 0 | 0 | 3 | 1  | 9  | -8 |

Trinidad e Tobago e Cuba qualificati alle semifinali.

### Fase a eliminazione diretta

#### Tabellone
|  | Semifinali                | Semifinali                | Semifinali                |                           |                   | Finale            | Finale          | Finale          |  |
|  |                           |                           |                           |                           |                   |                   |                 |                 |  |
|  | Saint Vincent e Grenadine | Saint Vincent e Grenadine | 3                         |                           |                   |                   |                 |                 |  |
|  | Saint Vincent e Grenadine | Saint Vincent e Grenadine | 3                         |                           |                   |                   |                 |                 |  |
|  | Cuba                      | Cuba                      | 2                         |                           |                   |                   |                 |                 |  |
|  | Cuba                      | Cuba                      | 2                         |                           | Trinidad e Tobago | Trinidad e Tobago | 5               |                 |  |
|  |                           |                           |                           |                           | Trinidad e Tobago | Trinidad e Tobago | 5               |                 |  |
|  |                           |                           | Saint Vincent e Grenadine | Saint Vincent e Grenadine | 0                 |                   |                 |                 |  |
|  | Isole Cayman              | Isole Cayman              | Saint Vincent e Grenadine | Saint Vincent e Grenadine | 0                 | 2                 |                 |                 |  |
|  | Isole Cayman              | Isole Cayman              |                           |                           |                   | 2                 |                 |                 |  |
|  | Trinidad e Tobago         | Trinidad e Tobago         | 9                         |                           |                   | Finale 3º posto   | Finale 3º posto | Finale 3º posto |  |
|  | Trinidad e Tobago         | Trinidad e Tobago         | 9                         |                           |                   |                   |                 |                 |  |
|  |                           |                           |                           |                           |                   |                   |                 |                 |  |
|  |                           |                           |                           |                           |                   | Isole Cayman      | Isole Cayman    | 0               |  |
|  |                           |                           |                           |                           |                   | Isole Cayman      | Isole Cayman    | 0               |  |
|  |                           |                           |                           |                           |                   | Cuba              | Cuba            | 3               |  |

#### Semifinali
| George Town 27 luglio 1995                                            | Saint Vincent e Grenadine | 3 – 2             | Cuba | Truman Bodden Stadium |
| \| \| \| \| \| Hinds Jack Prince \| Marcatori \| Hernández Garrido \| |                           |                   |      |                       |
|                                                                       |                           |                   |      |                       |
| Hinds Jack Prince                                                     | Marcatori                 | Hernández Garrido |      |                       |

| George Town 28 luglio 1995                                                 | Isole Cayman | 2 – 9                   | Trinidad e Tobago | Truman Bodden Stadium |
| \| \| \| \| \| Whittaker Ramoon \| Marcatori \| Lewis Dwarika Eve Cyrus \| |              |                         |                   |                       |
|                                                                            |              |                         |                   |                       |
| Whittaker Ramoon                                                           | Marcatori    | Lewis Dwarika Eve Cyrus |                   |                       |

#### Finale 3º posto
| George Town 30 luglio 1995                           | Isole Cayman | 0 – 3              | Cuba | Truman Bodden Stadium |
| \| \| \| \| \| \| Marcatori \| Martinez Bobadilla \| |              |                    |      |                       |
|                                                      |              |                    |      |                       |
|                                                      | Marcatori    | Martinez Bobadilla |      |                       |

#### Finale
| George Town 30 luglio 1995                                      | Trinidad e Tobago | 5 – 0 | Saint Vincent e Grenadine | Truman Bodden Stadium |
| \| \| \| \| \| Eve Marcelle St Louis Dwarika \| Marcatori \| \| |                   |       |                           |                       |
|                                                                 |                   |       |                           |                       |
| Eve Marcelle St Louis Dwarika                                   | Marcatori         |       |                           |                       |

Trinidad e Tobago e Saint Vincent e Grenadine qualificate per la CONCACAF Gold Cup 1996.

## Statistiche

### Classifica marcatori
6 reti
- Angus Eve

5 reti
- Arnold Dwarika
- Leonson Lewis

4 reti
- Rodney Jack

3 reti
- Lazaro Darcourt Martinez
- Lee Ramoon
- Kendall Velox

2 reti
- Garfield Gonsalves
- Osmin Hernández
- Theodore Whitmore
- Andre Hinds
- Rohan Keizer
- Tyrone Prince
- Dexter Cyrus

1 rete
- Derrick Edwards
- Ariel Alvarez
- Manuel Bobadilla

- Daniel Garrido
- Onandi Lowe
- Hector Wright
- St Ange Golitin
- Jose Saibou
- Arden Rivers
- Kim Samuels
- Carlos Welcome
- Gary Whittaker
- Titus Elva
- Clint Marcelle
- Terry St Louis